# Halichondrida
Ordre
Les Halichondrida forment un ordre d'éponges marines.

## Liste des familles
Selon World Register of Marine Species (24 juin 2014) :
- famille Axinellidae Carter, 1875
- famille Bubaridae Topsent, 1894
- famille Dictyonellidae van Soest, Diaz & Pomponi, 1990
- famille Halichondriidae Gray, 1867
- famille Heteroxyidae Dendy, 1905
- famille Scopalinidae Morrow, Picton, Erpenbeck, Boury-Esnault, Maggs & Allcock, 2012